# ETHICS
De afkorting ETHICS staat voor Effective Technical and Human Implementation of Computer-based Systems, maar het geeft ook aan dat de ETHICS methode op een ethische manier tegen het ontwikkelen van systemen aankijkt. De methode is bedacht door Enid Mumford, en ze omschrijft het zelf als een socio-technische ontwikkelmethode. In 1979 kwam deze methode voor het eerst ter sprake in het boek Computer systems in work design: The ETHICS method van Enid Mumford en Mary Weir.

## De principes
De ETHICS methode is ontstaan vanuit de gedachte dat bij het ontwikkelen van computersystemen de organisatorische aspecten belangrijker zijn dan de technische. Het is gebaseerd op de socio-technische benadering van sociale wetenschappen. Een van de meest invloedrijke auteurs op dit gebied is Davis (1972). Mumford omschrijft deze socio-technische benadering als een benadering waarbij de interactie tussen mens en technologie erkend wordt, en waarbij systemen zowel technisch efficiënt zijn en sociale karakteristieken hebben waardoor de werktevredenheid hoger is.
Om deze werktevredenheid te meten, gebruikt Mumford een framework dat afgeleid is van Parsons en Shils (1951). Hierin komen vijf meetbare gebieden aan de orde:
- 1.	The knowledge fit: Hiermee wordt gemeten in hoeverre een werknemer het gevoel heeft dat zijn vaardigheden goed benut worden, en dat hij voldoende gelegenheid krijgt om zijn kennis uit te breiden.
- 2.	The psychological fit: Dit geeft aan in hoeverre het werk past bij de interesse en status van de werknemer. Dit is onder andere afhankelijk van de leeftijd, achtergrond en opleiding.
- 3.	The efficiency fit: Hierbij gaat het om drie dingen, ten eerste hoeveel een werkgever bereid is te betalen voor de werknemer, ten tweede of een werknemer zich op zijn gemak voelt met de werkzaamheden en procedures binnen het bedrijf, en ten derde of een werknemer de begeleiding krijgt die hij nodig heeft.
- 4.	The task-structure fit: Dit geeft aan hoe veeleisend de werkzaamheden van een werknemer zijn en hoeveel voldoening hij er van krijgt.
- 5.	The ethical fit: Hiermee wordt gekeken hoe goed de normen en waarden van het bedrijf aansluiten bij die van de werknemer.

Ook is het bij de ETHICS methode belangrijk dat alle betrokkenen actief deelnemen bij het nemen van beslissingen over het ontwerp en de werking van het systeem. De betrokkenen zijn in dit geval niet alleen de directe gebruikers, maar ook indirecte gebruikers zoals het management, klanten, leveranciers, etc.
Er zijn natuurlijk enkele uitzonderingen. Zo zal een concurrent ook indirect betrokken kunnen zijn bij het systeem, maar het is erg onwaarschijnlijk dat deze wordt gevraagd om deel te nemen.

## Werkwijze
De ETHICS methode bestaat uit 15 stappen:
- 1. Bepaal waarom de situatie moet veranderen.

Bij de eerste bijeenkomst van het ontwerpteam wordt overlegd waarom de situatie moet veranderen. Wanneer geen overtuigende motivatie kan worden gevonden, wordt het proces hier afgebroken, alhoewel dit niet uitdrukkelijk wordt aangegeven in de ETHICS methode.
- 2. Bepaal de grenzen van het te ontwikkelen systeem.

Het ontwerpteam kijkt naar de grenzen van het te ontwikkelen systeem, en waar het aansluit op andere systemen. Er wordt gekeken naar het effect op zakelijke activiteiten (bijvoorbeeld verkoop, financiën en personeel), bestaande technologie, onderdelen van de organisatie (bijvoorbeeld afdelingen) en de omgeving van de organisatie (bijvoorbeeld leveranciers en klanten).
- 3. Beschrijf het huidige systeem.

Er wordt onderzocht hoe het huidige systeem werkt, en er wordt een beschrijving van gemaakt.
- 4. Definieer de belangrijkste doelstellingen van het systeem.

Het ontwerpteam bepaalt de belangrijkste doelstellingen waaraan het systeem moet voldoen.
- 5. Definieer de belangrijkste taken die het systeem moet uitvoeren.

Het ontwerpteam kijkt nu specifiek naar de taken die door het systeem uitgevoerd moeten worden.
- 6. Bepaal de informatiebehoefte voor deze taken.

Het ontwerpteam zoekt uit welke informatie nodig is voor deze taken.
- 7. Verzamel informatie over problemen die in het huidige systeem kunnen optreden. De onderliggende problemen zijn de efficiëntiebehoefte.

De zwakke plekken in het huidige systeem worden belicht en gedocumenteerd. Mumford maakt hierbij onderscheid tussen twee soorten, enerzijds problemen die eigen aan het systeem zijn, die vaak niet geheel op te lossen zijn, en anderzijds operationele problemen. Deze worden meestal veroorzaakt door een slecht ontwerp of doordat er te weinig aandacht is besteed aan veranderingen. Vaak kunnen deze problemen helemaal worden opgelost.
- 8. Verzamel informatie over werktevredenheid in de huidige organisatie.

In deze stap wordt de behoefte aan werktevredenheid afgewogen. Dit gebeurt door een standaard vragenlijst die de ETHICS methode biedt. Er wordt democratisch gediscussieerd over de resultaten, en bij gebieden waar de werktevredenheid te wensen over laat worden de onderliggende oorzaken vastgesteld. Dit wordt ook meegenomen in het ontwerp.
- 9. Toekomst analyse.

De in de vorige stappen verzamelde informatie wordt gebruikt om een ontwerp te maken waarbij de situatie ten opzichte van het huidige systeem zal verbeteren. Ook wordt er in het ontwerp rekening mee gehouden dat het ontwerp flexibel genoeg moet zijn om eventuele veranderingen in de toekomst aan te kunnen.
- 10. Specificeer de behoefte aan efficiëntie en werktevredenheid en de doelstellingen.

Mumford vindt dit de belangrijkste stap van de ETHICS methode. Aan de hand van de informatie uit de vorige drie stappen worden de doelstellingen bepaald. Hierbij is het belangrijk dat het ontwerpteam alle betrokkenen bij dit proces betrekt. Er wordt een lijst opgesteld van primaire en secundaire doelstellingen. Om verder te kunnen gaan met het ontwikkelen van het systeem is het nodig dat alle primaire doelstellingen bereikt worden, en zo veel mogelijk secundaire. Dit kan een iteratief proces zijn, waarbij er opnieuw gekeken wordt naar de belangrijkste doelstellingen en taken in stap 4 en 5.
- 11. Het organisatorische ontwerp van het nieuwe systeem.

Het ontwerpteam documenteert enkele organisatorische aspecten die mee spelen in het ontwerp. Dit gebeurt aan de hand van een zevental vragen die door het ontwerpteam uitgewerkt worden. Deze vragen gaan onder andere over de werkzaamheden die verricht worden, het oplossen of voorkomen van problemen, activiteiten tijdens het ontwerpen en bouwen van het systeem en de benodigde vaardigheden.
- 12. De technische mogelijkheden.

Technische mogelijkheden die meespelen zijn bijvoorbeeld hardware, software en hoe het systeem door medewerkers gebruikt dient te worden. Net als bij de organisatorische mogelijkheden worden ze afgewogen op gebied van efficiëntie, werktevredenheid, en toekomstige veranderingen. Zowel technische als organisatorische mogelijkheden dienen tegelijk behandeld te worden, aangezien de ene mogelijkheid vaak benodigde factoren in een andere mogelijkheid impliceert. Er wordt aangeraden ook een mogelijkheid te geven zonder technische veranderingen om te kijken hoeveel winst er puur op organisatorisch gebied behaald kan worden.
De samengevoegde technische en organisatorische mogelijkheden worden afgewogen tegen de hoofddoelstellingen om te bepalen welke mogelijkheid het beste overeenstemt. Deze keuze wordt gemaakt door het ontwerpteam in overleg met de stuurgroep en eventueel andere belangstellenden.
- 13. Maak een gedetailleerd ontwerp voor de keuze die je gemaakt hebt.

Er wordt een gedetailleerd ontwerp van het systeem gemaakt. De gegevensstromen, taken, groepen, individuen, verantwoordelijkheden en relaties zijn nu gedefinieerd. Ook wordt een review gehouden om te kijken of het ontwerp aansluit op de gespecificeerde doelstellingen. Het gedetailleerde ontwerp bevat zowel organisatorische als technische aspecten.
- 14. Implementeer het ontwerp.

Het ontwerpteam zorgt dat het ontwerp succesvol geïmplementeerd wordt. Er wordt een gedetailleerde planning gemaakt waarbij aandacht wordt besteed aan de strategie, de opleiding en training, het coördineren van onderdelen en andere dingen om te zorgen dat de overgang soepel verloopt.
- 15. Evalueer de nieuwe situatie.

Er wordt gekeken of het systeem voldoet aan alle vooraf gestelde doelstellingen. Hierbij wordt vooral aandacht besteed aan de efficiëntiebehoefte en de behoefte aan werktevredenheid.

## Technieken
De ETHICS methode kent geen diagram notatie voor problemen of om dingen in kaart te brengen. Er wordt gebruikgemaakt van interviews en vragenlijsten om informatie te winnen over de onderdelen van een systeem.
Er zijn vier technieken te onderscheiden die bij de ETHICS methode worden toegepast:
- 1.	Een analyse van de zwakke plekken in een systeem, door Mumford ‘variances’ genoemd.
- 2.	Een vragenlijst om de werktevredenheid te toetsen. In de vragenlijst komen hoofdzakelijk drie gebieden aan bod waar behoefte aan is: persoonlijkheid, competentheid en efficiëntie, en de waarden van de werknemers.
- 3.	Een analyse op de toekomst, om te onderzoeken of het systeem flexibel genoeg voor eventuele aanpassingen in de toekomst.
- 4.	Checklijsten voor het formuleren van doelen, prioriteiten en testfactoren op basis van de drie eerder genoemde technieken.